# Venises
Venises est un livre de mémoires de Paul Morand paru aux éditions Gallimard en 1971. Avec Les Écarts amoureux (1974) et L'Allure de Chanel (1976), il s'agit de l'une de ses dernières œuvres, et la seule dans laquelle il raconte ses souvenirs liées à ses séjours à Venise.

## Résumé
Il s'agit de la seule œuvre de Paul Morand dont le contenu est autobiographique ,.
La ville de Venise y est définie à la fois comme un point de chute et un repère spirituel tout au long de la vie de l'auteur, qui la découvre avec ses parents à l'adolescence en 1904 et y retourne très régulièrement jusqu'à la fin de sa vie. Le récit est construit comme une succession d'instants de vie dans un ordre non-chronologique entre 1908 et 1971,.

« Venise, ce n'est pas toute ma vie, mais quelques morceaux de ma vie, sans lien entre eux ; les rides de l'eau s'effacent ; les miennes, pas.

Je reste insensible au ridicule d'écrire sur Venise, à l'heure où même la primauté de Londres et de Paris n'est plus qu'un souvenir, où les centres nerveux du monde sont des lieux sauvages. »

Paul Morand fait référence à Rousseau, Chateaubriant et Barrès pour invoquer la tradition littéraire d'écrire sur Venise et s'inscrire dans la même démarche. Cette ville est pour lui un lieu de mémoire et de réflexion sur l'Europe.
Sans rapport avec ses récits de voyages précédents consacrés à New-York, Bucarest ou Londres, Venises est pour Morand un texte sur l'héritage, dans lequel il fait à 83 ans un retour sur sa vie et développe une réflexion sur le temps qui passe. Il s'articule en quatre chapitres :
- Le palais des Anciens
- Le pavillon de la quarantaine
- Morte in maschera
- Il est plus facile de commencer que de finir

Peu descriptif quant à Venise elle-même, le récit est surtout riche d'évocations de personnages mondains ou artistes qu'il a côtoyés ou non : Diaghilev, Proust, Stravinsky, D'Annunzio, Ruskin, Stendhal. Morand raconte la société cosmopolite et aristocratique, les amitiés littéraires principalement françaises qu'il fréquente durant sa vie au début du XXe siècle, jusqu'à l'arrivée du tourisme moderne et la rencontre avec les hippies des années 1970. Son évocation de Proust, de Henri de Régnier ou des amis de son père Eugène Morand sert à décrire son ouverture intellectuelle au monde, en même temps que la fin d'une époque qui s'achève avec la première Guerre mondiale.
Il relate plus en détail plusieurs anecdotes sur Venise : les séjours de Marcel Proust et Lord Byron dans la ville et leurs visites sur l'île San Lazzaro, la vie qu'y mena le baron Corvo, l'effondrement du campanile de Saint-Marc le 14 juillet 1902. Il raconte le « Bal du siècle » organisé par son ami Charles de Beistegui au palais Labia en 1951, puis la vente de son mobilier aux enchères.

« De même qu'en 1917, j'avais vu Venise enfoncer son coin d'ombre dans ma vie exilée, de même, au sortir de cette vente aux enchères, la Venise des années 60 venait creuser son fossé entre mon âge mûr et la vieillesse. Quelque chose, ou quelqu'un, me mène, m'a toujours mené, quand j'ai cru tracer moi-même ma route.

Ce monde d'hier, je le regarde sans ressentiment, ni regret. »

Le récit s'achève par une visite familiale à Trieste, où Paul Morand explique son choix de reposer dans le caveau familial au cimetière de la ville, volonté qui sera exaucée à son décès cinq ans plus tard, en 1976.

## Éditions
- Paris, Éditions Gallimard, coll. « Éditions originales », 1971Édition originale
- Paris, Éditions Gallimard, coll. « L'imaginaire » (no 122), 1re série, 1983  (ISBN 9782070245598)
- Paris, Éditions Gallimard, coll. « L'imaginaire »  2e série, 2007  (ISBN 9782070784554)